# Geologische Entwicklung des westlichen Nordamerikas (Zeittafel)
Diese Zeittafel versucht in kondensierter Form die markanten Ereignisse in der geologischen Entwicklung des westlichen Nordamerikas wiederzugeben. Die Altersangaben sind approximativer Natur.
| Datum                        | Periode/Epoche      | Ereignis |
| ---------------------------- | ------------------- | --- |
| 350 Millionen Jahre BP       | Devon               | Antler-Gebirgsbildung. Ein noch unbenanntes Terran kollidiert mit der Nordamerikanischen Platte und dockt entlang der Bundesstaatsgrenze Nevada-Utah an den Kontinent an. Diese Sutur drückt sich als Diskordanz aus und wird als Carlin-Diskordanz bezeichnet.                                            |
| 250 Millionen Jahre BP       | Wende Perm/Trias    | Sonomische Gebirgsbildung. Das Sonomia-Terrane stößt auf die Nordamerikanische Platte und verschweißt mit Nordamerika dann entlang des Golconda-Thrust – einer großen Überschiebung im zentralen Nevada. Dieser Vorgang wird auch als Golconda-Ereignis bezeichnet.                                        |
| 200 Millionen Jahre BP       | Wende Trias/Jura    | Erstmals einsetzende Intrusionen bilden den ursprünglichen Sierra-Nevada-Batholithen. |
| 180 - 140 Millionen Jahre BP | Jura                | Nevadische Gebirgsbildung, verursacht durch Subduktion am Westrand der Nordamerikanischen Platte. |
| 165 Millionen Jahre BP       | Jura                | Der Smartville-Block, ein Inselbogen-Terran, trifft auf die Nordamerikanische Platte und lagert sich entlang des Mother-Lode-Lineaments von Kalifornien an den Kontinent. |
| 140 Millionen Jahre BP       | Unterkreide         | Eine zweite Serie von Plutonen intrudiert den Sierra-Nevada-Batholithen. |
| 140 - 50 Millionen Jahre BP  | Unterkreide – Eozän | Sevier-Gebirgsbildung |
| 90 Millionen Jahre BP        | Oberkreide          | Eine dritte und letzte Welle von Plutonen dringt in den Sierra-Nevada-Batholithen ein. |
| 80 - 40 Millionen Jahre BP   | Oberkreide – Eozän  | Laramische Gebirgsbildung. Mit deren Abschluss erfolgt der Wechsel von der Einengungstektonik hin zur Dehnungstektonik. |
| 46 -45 Millionen Jahre BP    | Eozän               | Im nördlichen Abschnitt der Kordillere beginnt der Dehnungsprozess an flachliegenden Störungen. |
| 43 Millionen Jahre BP        | Eozän               | Die Pazifische Platte ändert ihre Bewegungsrichtung von Nord nach Nordwest. |
| 43 - 20 Millionen Jahre BP   | Eozän – Oligozän    | Ein intermediärer bis saurer kalkalkalischer Magmatismus erfasst von Nordwestmexiko ausgehend (Sierra Madre Occidental) New Mexico sowie Colorado und verlagert sich anschließend über Arizona nach Nevada. Gleichzeitig wandert eine zweite magmatische Front von Norden her (Idaho, Oregon) nach Nevada. |
| 36 Millionen Jahre BP        | Eozän               | Die Dehnung erfasst jetzt auch den Südwesten. Die durch die Laramische Gebirgsbildung verdickte Kruste wird auch hier mittels flachliegender Störungen auseinandergezogen. Es bilden sich die so genannten metamorphen Kernkomplexe (Aufwölbungen der metamorphen Unterkruste).                            |
| 35 Millionen Jahre BP        | Eozän               | Das Grabenbruchsystem des Rio-Grande-Rift beginnt einzubrechen. |
| 20 Millionen Jahre BP        | Miozän              | Die große Seitenverschiebung der San-Andreas-Verwerfung entsteht, die Nordamerikanische Platte überfährt die Farallon-Platte, übrig bleiben zwei Teilplatten. |
| 16 Millionen Jahre BP        | Beispiel            | Beginn des Dehnungsprozesses in der Basin and Range Province. |
| 8 Millionen Jahre BP         | Oberes Miozän       | Der zweite Abschnitt im Entstehungsprozess der Basin and Range Province (Horst- und Grabentektonik) setzt ein. |
| 5 Millionen Jahre BP         | Miozän-Pliozän      | Der Ostpazifische Rücken dringt nach Norden in die Nordamerikaplatte vor und bewirkt das Entstehen und Wegdriften der Halbinsel Niederkalifornien. |
| 4 Millionen Jahre BP         | Pliozän             | Die Sierra Nevada drückt sich allmählich empor. |
| 3,5 Millionen Jahre BP       | Pliozän             | Die Pazifische Platte nimmt eine erneute Richtungsänderung um 11 Grad vor – diesmal von Nordwest zum jetzigen Nordnordwest. |